# Голобська волость
Голобська волость — адміністративно-територіальна одиниця Ковельського повіту Волинської губернії Російської імперії. Волосний центр — село Голоби.  
Станом на 1885 рік складалася з 16 поселень, 16 сільських громад. Населення — 5821 осіб (2910 чоловічої статі та 2911 — жіночої), 527 дворових господарств.
|                     | Площа, десятин | У тому числі орної, дес. |
| ------------------- | -------------- | ------------------------ |
| Сільських громад    | 10308          | 4716                     |
| Приватної власності | 11250          | 2475                     |
| Казенної власності  | 77             | 36                       |
| Іншої власності     | 392            | 212                      |
| Загалом             | 22027          | 7439                     |

Основні поселення волості:
- Голоби — колишнє власницьке село; волосне правління  (за 25 верст від повітового міста), 1045 осіб, 98 дворів, православна церква, костел, католицька каплиця, школа, 2 постоялих будинки, 2 вітряки. За ½ версти - станція залізниці.
- Брюховичі — колишнє власницьке село, 361 особа, 36 дворів, православна церква, постоялий будинок, ярмарок, вітряк.
- Битень — колишнє власницьке село, 368 осіб, 46 дворів, православна церква, постоялий будинок, вітряк.
- Дроздні — колишнє власницьке село, 775 осіб, 78 дворів, православна церква, постоялий будинок, 2 вітряки, кінний млин.
- Новий Мосор — колишнє власницьке село при річці Стохід, 266 осіб, 29 дворів, православна церква.
- Нужель — колишнє власницьке село, 317 осіб, 38 дворів, православна церква, постоялий будинок, 2 вітряки.
- Солотвин — колишнє власницьке село при річці Стохід, 351 особа, 33 двори, каплиця, постоялий будинок, вітряк.
- Угли — колишнє власницьке село при річці Стохід, 195 осіб, 16 дворів, кладовищенська каплиця, постоялий будинок.

## Під владою Польщі
18 березня 1921 року Західна Волинь окупована Польщею. Волості було перетворено на ґміни, відповідно, адміністративна одиниця отримала назву ґміна Голоби. Волость входила до Ковельського повіту Волинського воєводства. Межі та склад колишньої волості збереглися, що й за Російської імперії та Української держави.
Польською окупаційною владою на території ґміни інтенсивно велася державна програма будівництва польських колоній і заселення поляками. На 1936 рік ґміна складалася з 30 громад:
1. Божедарівка — колонії: Божедарівка і Дементянівка;
2. Бруховичі — село: Бруховичі;
3. Битень — колонії: Битень, Байковець і Ращі;
4. Битень — село: Битень;
5. Хобут — колонія: Хобут;
6. Гончий Брід — село: Гончий Брід та колонії: Фігура і Студенщина;
7. Голоби — село: Голоби та колонія: Стахів;
8. Калиновник — село: Калиновник;
9. Майдан — село: Майдан;
10. Маковищі — колонія: Маковищі;
11. Малий Порськ — село: Малий Порськ;
12. Нова Діброва — колонії: Нова Діброва і Майданок;
13. Новий Мосор — колонія: Новий Мосор;
14. Новий Мосор — село: Новий Мосор;
15. Нужель — село: Нужель;
16. Пасіка — колонія: Пасіка;
17. Пересіка — колонія: Пересіка;
18. Пагінки — село: Пагінки;
19. Поповичі — село: Поповичі;
20. Радошин — село: Радошин та колонія: Деревок;
21. Солотвин — село: Солотвин;
22. Стара Діброва — колонія: Стара Діброва;
23. Старий Мосор — колонія: Старий Мосор;
24. Старий Мосор — село: Старий Мосор;
25. Свидники — колонія: Свидники;
26. Свидники — село: Свидники;
27. Угли — село: Угли;
28. Вовчок — село: Вовчок;
29. Вілька Радошинська — село: Вілька Радошинська;
30. Жмудче — село: Жмудче.

Після радянської анексії західноукраїнських земель ґміна ліквідована у зв'язку з утворенням Голобського району.